# Лунка Весешти (Алба)
Лунка Весешти (рум. Lunca Vesești) насеље је у Румунији у округу Алба у општини Видра. Oпштина се налази на надморској висини од 606 m.

## Становништво
Према подацима из 2002. године у насељу је живело 82 становника, од којих су сви румунске националности.